# Aniello Coppola
Aniello Coppola (Pomigliano d'Arco, 1924 – Roma, 17 ottobre 1987) è stato un giornalista italiano.

## Biografia
Laureato in giurisprudenza, si iscrive nel 1945 al Partito comunista italiano e nel 1946 è con Pietro Ingrao, Luciano Barca, Alfredo Reichlin, Luigi Pintor, tra i giovani redattori de l'Unità sotto la direzione di Mario Montagnana. Negli anni '70 passa a Rinascita e dal 1977 al 1979 è direttore di Paese Sera. Nel 1980 torna all'Unità come corrispondente dagli Stati Uniti. Fu autore di una monografia su Moro (Milano, Feltrinelli, 1976).